# Deutsche Gesellschaft für Mechanik und Optik
Die Deutsche Gesellschaft für Mechanik und Optik war eine Interessengemeinschaft der deutschen Hersteller von feinmechanischen und optischen Präzisionsinstrumenten.

## Geschichte
Die Gesellschaft entstand 1881 in Berlin als Nachfolgeorganisation des Fachvereins Berliner Mechaniker und Optiker, der bereits 1877 von Instrumentenbauern wie Rudolf Fuess, Carl Bamberg und Herrmann Haensch gegründet worden war. Mit diesem Schritt wurde die Organisation einerseits auf ganz Deutschland ausgedehnt, andererseits auch anderen Berufsgruppen geöffnet, insbesondere Wissenschaftlern, die auf Präzisionsinstrumente angewiesen waren, wie Mineralogen, Meteorologen oder Chemiker. Die Mitglieder trafen sich ab 1889 jährlich auf ihrer Hauptversammlung, dem Deutschen Mechanikertag, der im Anschluss an die Versammlung der Gesellschaft Deutscher Naturforscher und Ärzte abgehalten wurde. 1891 wurde beschlossen Zweigvereine in größeren Städten zu bilden, was aber zunächst nur in Hamburg geschah. 1899 wurde die Gesellschaft durch den Beitritt des Vereins Deutscher Glasinstrumentenfabrikanten als Zweigverein Ilmenau erweitert. Es folgten um 1900 Göttingen, Halle und Leipzig, später München und Dresden.
Erster Vorsitzender war Leopold Loewenherz, der bei der Normal-Eichungs-Kommission angestellt war. Sein Nachfolger war der Mechaniker Rudolf Fuess.
Die heutige Nachfolgeorganisation ist der Deutsche Industrieverband für optische, medizinische und mechatronische Technologien e.V. (SPECTARIS).

## Ziele
Ziel der Vereinigung war es, den Bau von Präzisionsgeräten in Deutschland zu fördern. Sie organisierte regelmäßig Fachmessen, die das gesamte Spektrum der Feinmechanik und technischen Optik umfassten. Auf großen internationalen Messen, erstmals auf der Weltausstellung 1888 in Brüssel, war die Gesellschaft oft mit einer Kollektivausstellung vertreten, um auch kleineren Werkstätten, die die erforderlichen Mittel allein nicht hätten aufbringen können, eine Teilnahme zu ermöglichen. Ein großer Erfolg war der Auftritt auf der Weltausstellung 1893 in Chicago, wo eine Reihe neuer Instrumente präsentiert wurde und vorab ein englischsprachiger Katalog in 12.000 Exemplaren gedruckt worden war. Auf der Weltausstellung Paris 1900 war die Deutsche Gesellschaft für Mechanik und Optik mit einer sehr erfolgreichen Kollektivausstellung von 76 Unternehmen vertreten. Sie vertrat die Interessen der Mechaniker aber auch innerhalb anderer Organisationen wie der Gesellschaft Deutscher Naturforscher und Ärzte, wo es 1889 gelang, eine eigene Sektion für Instrumentenkunde zu gründen.
Ein vorrangiges Ziel der Gesellschaft war auch die Verbesserung der durch die Politik vorgegebene Rahmenbedingungen für den Instrumentenbau. Mit der Regierung wurde über die Ausgestaltung von Handelsverträgen und Zolltarifen verhandelt. Es wurde versucht, auf Gesetzesinitiativen Einfluss zu nehmen, etwa auf Novellen der Gewerbeordnung, das Unfallversicherungsgesetz von 1884, das Arbeitsschutzgesetz von 1891 oder das Handwerkergesetz.

## Vereinszeitschriften
Fachorgan der Gesellschaft war ein monatlich erscheinendes Vereinsblatt, das 1891–1897 den Titel Vereinsblatt der Deutschen Gesellschaft für Mechanik und Optik trug, 1898–1916 Deutsche Mechanikerzeitung und 1917–1920 Zeitschrift der Deutschen Gesellschaft für Mechanik und Optik hieß. Dieses Vereinsblatt erschien als Beilage der Zeitschrift für Instrumentenkunde, die nicht direkt von der Gesellschaft herausgegeben wurde, sondern von einigen führenden Mitgliedern. Die ersten Kuratoren waren der Chemiker Hans Heinrich Landolt, Rudolf Fuess und Leopold Loewenherz. Der Inhalt der Zeitschrift bestand zu etwa zwei Dritteln aus Artikeln, die über spezielle Geräte berichteten, und zu einem Drittel aus Artikeln zu Theorie und Grundlagen der Instrumentenkunde.